# 塩麹

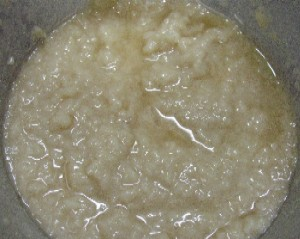
塩麹

塩麹（しおこうじ）とは、東北地方の伝統的な食品三五八漬けの漬床がそのルーツと言われる日本の調味料。
三五八漬けが塩、米麹、米を3:5:8の割合で混ぜて野菜や魚の漬物床とするのに対し、米抜きでより発酵・熟成させて作られる。

## 概要
古くは本朝食鑑の鱗部の巻「鰯」の箇所に「或有甘塩者有糟漬者有塩麹漬者号曰黒漬」という下りがあり、「塩麹漬」という文字列が見られる。
この後長らく「塩麴」に言及した資料は見当たらないが、2001年になって、料理漫画『おせん(3)』の中で、塩こうじが紹介される。
2007年、大分県佐伯市の糀屋本店 浅利妙峰が漬け床ではなく、調味料として使う塩糀料理のレシピをブログや本で広めたのが呼び水となり、2011年後半頃からさまざまな利用法で人気を博すようになった。塩麹を利用したさまざまなレシピが書籍や料理教室で公開されており、最近では乾燥タイプや液体タイプも登場している。

## 製造方法
塩と麹を合わせ、水を加えたのち、発酵させることで作成する。NHKは塩：麹：水=1：3：4の重量比を基準としているが、塩濃度を変えることもできる。ただし、塩濃度を下げすぎると調味機能や保存性が低下するとの指摘もある。このほか、麹が水を吸うたびにひたひたになるまで水を足していくという作り方をすることもある。

## 利用
肉や魚を漬けると、食品中のデンプンやタンパク質が糖やアミノ酸に加水分解され、うまみが増す。野菜や魚、バゲットなどにかけ、そのまま提供する場合もある。スープやソースの隠し味に利用されることもある。